# Pseudohelcon angustipalpis
Pseudohelcon angustipalpis är en stekelart som beskrevs av Van Achterberg 1990. Pseudohelcon angustipalpis ingår i släktet Pseudohelcon och familjen bracksteklar. Inga underarter finns listade i Catalogue of Life.